# Pericyma mendaciana
Pericyma mendaciana är en fjärilsart som beskrevs av Embrik Strand 1917. Pericyma mendaciana ingår i släktet Pericyma och familjen nattflyn. Inga underarter finns listade i Catalogue of Life.